# Superstar
Superstar Hrvatska natjecateljska je televizijska emisija, hrvatska verzija Pop Idola, emisija koja je naslijedila nekadašnju emisiju istog formata, Hrvatska traži zvijezdu. Emisija je u potrazi za osobom s najboljim pjevačkim talentom, a pobjednik osvaja novčanu nagradu od 50 000 eura. Talent show emitira se svake subote, izvanredno i nedjeljom, u 20:15h na kanalu RTL, a premijeru ima dan ranije na RTL-ovom streaming portalu Voyo.
U prosincu 2022. otvorene su prijave za sudionike prve sezone, a zatvorene u svibnju 2023. godine. Emitiranje prve sezone započelo je 23. rujna 2023. godine, a završeno je 9. prosinca 2023. godine. Pobjednica prve sezone je Hana Ivković.
Na dan emitiranja prve sezone, otvorene su prijave za novu, drugu sezonu Superstara. Emitiranje druge sezone započelo je 28. rujna 2024. godine, a završilo je 14. prosinca 2024. godine. Pobjednica druge sezone je Karla Miklaužić.

## Format
Prvi dio emisije sastoji se od audicija. Prijavljeni kandidati pjevaju odabrane pjesme u studiju pred žirijem, a oni koji impresioniraju žiri prolaze u iduću fazu natjecanja. U drugoj fazi (tzv. recall), kandidati ponovno pjevaju, a samo najbolji prolaze dalje. U finalnoj se fazi prikazuju emisije uživo u kojima natjecatelji nastupaju pred publikom. Kandidati s najmanje glasova publike napuštaju natjecanje, a u finalnoj epizodi odabire se pobjednik.

## Žiri
U prvoj i drugoj sezoni, žiri su činili Severina Vučković, Nika Turković, Tonči Huljić i Filip Miletić. 
| Žiri          | Sezona             | Sezona             |
| Žiri          | 1. sezona          | 2. sezona          |
| ------------- | ------------------ | ------------------ |
| Tonči Huljić  | glavni član žirija | glavni član žirija |
| Nika Turković | glavni član žirija | glavni član žirija |
| Severina      | glavni član žirija | glavni član žirija |
| Filip Miletić | glavni član žirija | glavni član žirija |

## Pregled emisije
| Sezona | Sezona    | Broj epizoda | Trajanje        | Trajanje           | Pobjednik       |
| Sezona | Sezona    | Broj epizoda | Početak sezone  | Kraj sezone        | Pobjednik       |
| ------ | --------- | ------------ | --------------- | ------------------ | --------------- |
|        | 1. sezona | 12           | 23. rujna 2023. | 9. prosinca 2023.  | Hana Ivković    |
|        | 2. sezona | 14           | 28. rujna 2024. | 14. prosinca 2024. | Karla Miklaužić |

## Vanjske poveznice
- Službena stranica na rtl.hr
- Superstar na Facebooku
- Superstar na Instagramu